# Лингва (Месина)
Лингва је насеље у Италији у округу Месина, региону Сицилија.
Према процени из 2011. у насељу је живело 262 становника. Насеље се налази на надморској висини од 22 м.